# What I Like About You
What I Like About You er en tv-serie, som bl.a. er blevet vist på Kanal 5. Den er lavet i 2002-2006. Det er Amanda Bynes og Jennie Garth, som er hovedrollerne. Det handler om to søstre som skal finde ud af de forskellige dilemmaer man får i livet - om kærlighed og deres søskendeforhold. Den forgår i New York.